# آرتور پی. هاین
آرتور پی. هاین (به انگلیسی: Arthur Peronneau Hayne) سناتور سابق عضو حزب دموکرات ایالات متحده آمریکا بود. وی در سال ۱۸۵۸ میلادی سناتور ایالت کارولینای جنوبی در سنای ایالات متحده آمریکا بود.